# Copa Chile
Copa Chile (Chilský pohár) je každoroční pohárová soutěž chilských fotbalových týmů. Kvůli nabitému programu a tlaku klubů byl pohár v roce 2000 zrušen, znovu se hraje od roku 2008. Jeho předchůdcem byl Campeonato de Apertura (Zahajovací šampionát), hraný od roku 1933 do roku 1950.
V poháru může nastoupit každý členský klub chilské fotbalové ligy z profesionálních týmů (Primera División, Primera B & Segunda División) až po týmy z ANFA: Tercera División. Od sezóny 2009 vítězové přímo postupovali na příští Copa Sudamericana, od roku 2015 vítězové přímo postupují na příští Copa Libertadores.
V historii ovládly soutěž týmy Primera División, ale protože se o pohár bojuje ve vyřazovacím formátu, vzniká příležitost pro týmy nižší soutěže porazit tým z vyšší soutěže. Tak tomu bylo v sezónách 1960, 1962, 2009 a 2010, kdy vyhrály kluby z druhé ligy: Deportes La Serena, Luis Cruz, Unión San Felipe a Municipal Iquique. K velkému překvapení málem došlo v roce 2008, kdy se Deportes Ovalle (z třetí ligy) dostal až do finále, kde prohrál 1–2 proti CD. Universidad de Concepción ve velmi těsném zápase.
V některých sezónách turnaj zahrnoval pouze týmy z nejvyšší soutěže, to byl případ sezón: 1979 až 1984, 1986, 1987, 1989-Invierno, 1990, 1998 a 2000.
Pouze dva kluby dokázaly získat double (tedy ligový titul a pohár ve stejné sezóně); Colo-Colo v letech 1981, 1989, 1990 a 1996 a Universidad de Chile v roce 2000.

## Trofej

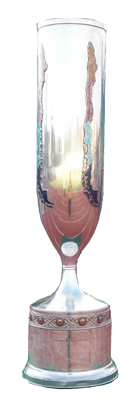
Pohár Copa Chile.

Na konci finále obdrží vítězný tým trofej, známou také jako Copa Chile, kterou drží až do finále následujícího roku.
Pohár je vysoký 120 centimetrů a je vyroben z 8 kg čistého ryzího stříbra. Na poháru je celkem čtyřikrát vyobrazena mapa chilského území, zhotovená z kamenů různých barev, achátu, onyxu a lapis lazuli.
Trofej byla ukována v roce 1974 v Hernán Baeza Rebolledo workshop, který se nachází v obci San Miguel. Jeho výroba trvala téměř měsíc.
Kromě toho, že vítěz má právo ponechat si trofej do začátku příští sezóny, získává i odznak s malou stříbrnou destičkou na podstavci trofeje. Odznak má uvedeno jméno vítěze a rok úspěchu.